# Benedetto Vigna
Benedetto Vigna (Potenza; 10 de abril de 1969) es un físico y empresario italiano. Actualmente es el director ejecutivo de Ferrari.

## Carrera
Nacido en Potenza, Basilicata, creció en el municipio vecino de Pietrapertosa.
Licenciado en física en la Universidad de Pisa en 1993, en 1995 empezó a trabajar para STMicroelectronics iniciando la apuesta de la empresa por los sistemas microelectromecánicos.
Es el inventor de un sensor de movimiento tridimensional que se aplicó inicialmente a las bolsas de aire de los automóviles. Después de reducir su tamaño y costo, el sensor se utilizó en el controlador inalámbrico de la consola Nintendo Wii. Por este invento, Vigna fue incluido en la terna de 12 candidatos al premio «European Inventor 2010» promovido por la Organización Europea de Patentes. En su trayectoria ha registrado más de 100 patentes.
El 9 de junio de 2021, fue anunciado como el nuevo director ejecutivo de Ferrari.